# Bruno Langa
Bruno Alberto Langa znany jako Bruno Langa (ur. 31 października 1997 w Maputo) – mozambicki piłkarz grający na pozycji lewego obrońcy. Od 2024 jest zawodnikiem klubu UD Almería, do którego jest wypożyczony z GD Chaves.

## Kariera klubowa
Swoją karierę piłkarską Langa rozpoczął w klubie CD Maxaquene. W sezonie 2016 zadebiutował w jego barwach w pierwszej lidze mozambickiej. Grał w nim do 2018 roku. Latem 2018 przeszedł do portugalskiego klubu Amora FC. 12 sierpnia 2018 zadebiutował w nim w trzeciej lidze portugalskiej w wygranym 4:0 domowym meczu z Redondense FC. W sezonie 2019/2020 wypożyczono go do rezerw Vitórii Setúbal. Sezon 2020/2021 spędził w Amorze.
W 2021 roku Langa przeszedł do drugoligowego GD Chaves. Swój debiut w nim zaliczył 22 sierpnia 2021 w przegranym 1:3 wyjazdowym meczu z CD Feirense. W sezonie 2021/2022 awansował z Chaves do pierwszej ligi.
Na początku 2024 roku Langa został wypożyczony do hiszpańskiego klubu UD Almería. Zadebiutował w nim 12 lutego 2024 w zremisowanym 0:0 domowym meczu z Athletic Bilbao.
| Sezon   | Klub              | Kraj       | Rozgrywki               | Mecze | Bramki |
| ------- | ----------------- | ---------- | ----------------------- | ----- | ------ |
| 2016    | CD Maxaquene      | Mozambik   | Moçambola               | ?     | ?      |
| 2017    | CD Maxaquene      | Mozambik   | Moçambola               | 31    | 9      |
| 2018    | CD Maxaquene      | Mozambik   | Moçambola               | 11    | 5      |
| 2018/19 | Amora FC          | Portugalia | Liga 3                  | 22    | 0      |
| 2019/20 | Vitória Setúbal B | Portugalia | Segundo Nivel Distrital | 28    | 0      |
| 2020/21 | Amora FC          | Portugalia | Liga 3                  | 22    | 1      |
| 2021/22 | GD Chaves         | Portugalia | Liga Portugal 2         | 28    | 0      |
| 2022/23 | GD Chaves         | Portugalia | Primeira Liga           | 29    | 0      |
| 2023/24 | GD Chaves         | Portugalia | Primeira Liga           | 15    | 1      |

## Kariera reprezentacyjna
W reprezentacji Mozambiku Langa zadebiutował 21 czerwca 2016 roku w przegranym 0:3 meczu Pucharu COSAFA 2016 z Namibią, rozegranym w Windhuku. W 2024 roku został powołany do kadry na Puchar Narodów Afryki 2023. W tym turnieju zagrał w trzech spotkaniach grupowych: z Egiptem (2:2), z Republiką Zielonego Przylądka (0:3) i z Ghaną (2:2).